# (36668) 2000 QC216
2000 QC216 (asteroide 36668) é um asteroide da cintura principal. Possui uma excentricidade de 0.13898130 e uma inclinação de 9.78069º.
Este asteroide foi descoberto no dia 31 de agosto de 2000 por LINEAR em Socorro.